# 三屍奇案
《三屍奇案》（英語：Dead Man's Folly）是一部1986年英美製作的電視推理片，主角是阿加莎·克里斯蒂笔下的比利時偵探赫丘勒·白羅，改編自克里斯蒂1956年的小說《弄假成真》。該片由奇里夫·當納執導，皮特·乌斯蒂诺夫飾演白羅。
演員包括珍·史塔波頓、蒂姆·皮戈特-史密斯、喬納森·塞西爾、康斯坦丝·卡明斯和妮可萊特·謝里登，主要是在英國白金汉郡的西威科姆公园拍攝的。

## 剧情
赫丘勒·白羅和他的助手海斯汀上尉被他古怪的推理作家朋友阿蕊登·奧利薇叫到德文郡的一座庄园。奧利薇正在为将在纳斯庄园举行的当地集市组织一场“谋杀狩猎”游戏，但她却被一些无法释怀的事情困扰着。
在“谋杀狩猎”游戏中，扮演“死尸”的女孩真的被谋杀了，事情急转直下。不久之后，庄园的女主人神秘失踪，河里捞出一具老人的尸体。白羅必须找出这些看似毫无关联的事件的幕后黑手。

## 演员
- 皮特·乌斯蒂诺夫 饰 赫丘勒·白羅
- 珍·史塔波頓 饰 阿蕊登·奧利薇
- 康斯坦丝·卡明斯 饰 埃米·福利亚特
- 蒂姆·皮戈特-史密斯（英语：Tim Pigott-Smith） 饰 乔治·斯塔布斯爵士
- 喬納森·塞西爾（英语：Jonathan Cecil） 饰 亞瑟·海斯汀上尉
- 肯尼思·克蘭哈姆（英语：Kenneth Cranham） 饰 布兰德探長
- 苏姗·伍尔德里奇 饰 阿曼达·布鲁伊斯
- 克里斯多福·瓜爾德（英语：Christopher Guard） 饰 亚历克·莱格
- 傑夫·雅格（英语：Jeff Yagher） 饰 埃迪·索思
- 妮可萊特·謝里登（英语：Nicollette Sheridan） 饰 哈蒂·斯塔布斯
- 拉爾夫·亞利斯（英语：Ralph Arliss） 饰 迈克尔·韦曼
- 卡羅琳·蘭格里什（英语：Caroline Langrishe） 饰 萨莉·莱格
- 艾倫·帕納比（英语：Alan Parnaby (actor)） 饰 船夫

## 续集
1974年，《东方快车谋杀案》上映，亞伯特·芬尼飾演赫丘勒·白羅。由於芬尼無法在1978年再次出演這個角色，因此皮特·乌斯蒂诺夫被選為續集《尼罗河上的惨案》的演員。1982年，他在《午日奇屍》中再次扮演這個角色，隨後又出演了幾部電視影片，除了《三屍奇案》外，还有《殺人三步曲》和《死亡晚宴》。1988年，根據克里斯蒂的一部小說改編的另一部電影《死亡約會》標誌著乌斯蒂诺夫最後一次飾演這位比利時偵探。